# 2002年ソルトレークシティオリンピックの韓国選手団
2002年ソルトレークシティオリンピックの韓国選手団（2002ねんソルトレークシティオリンピックのかんこくせんしゅだん）は、2002年2月8日から2月24日までアメリカ合衆国のソルトレイクシティで開催された2002年ソルトレークシティオリンピックの韓国選手団、およびその競技結果。

## 概要
今大会は、金メダルは2個、銀メダル2個の合計4個のメダルを獲得した。
ショートトラック女子3000mリレーでは、崔恩景＆崔敏敬＆朱敏真＆朴慧園の韓国チームが1994年リレハンメルオリンピック、1998年長野オリンピックに続いて金メダルを獲得し3連覇を達成した。

## メダル
| メダル | 選手名                      | 競技             | 種目            |
| ------ | --------------------------- | ---------------- | --------------- |
| 金     | 高基玄                      | ショートトラック | 女子1500m       |
| 金     | 崔恩景 崔敏敬 朱敏真 朴慧園 | ショートトラック | 女子3000mリレー |
| 銀     | 高基玄                      | ショートトラック | 女子1000m       |
| 銀     | 崔恩景                      | ショートトラック | 女子1500m       |